# Derek Cecil
Derek Cecil (nascido em 5 de janeiro de 1973) é um ator dos Estados Unidos. Ele é melhor conhecido por interpretar o papel de Seth Grayson em House of Cards.

## Início da vida
Cecil nasceu em Amarillo, Texas e cresceu em San Antonio, Texas. Ele estudou na Taft High School e se formou pela Universidade de Houston e pelo American Conservatory Theatre.

## Filmografia

### Filme
| Ano  | Título                  | Papel                    | Notas     |
| ---- | ----------------------- | ------------------------ | --------- |
| 1995 | The Unspoken Truth      | Jeff Blogert             | Telefilme |
| 2000 | Little Pieces           | Segurança do Shopping    |           |
| 2001 | The Back Page           |                          | Telefilme |
| 2002 | Men in Black II         | Agente Reparador         |           |
| 2003 | Pretend                 | Amante da Sophie         |           |
| 2004 | Mall Cop                | Frank                    |           |
| 2005 | That Night              | Thomas                   | Curta     |
| 2007 | The Killing Floor       | Garret Rankin            |           |
| 2008 | Recount                 | Jeremy Bash              | Telefilme |
| 2009 | Frank the Rat           | Billy                    |           |
| 2009 | Reunion                 | Stanley                  |           |
| 2009 | Winter of Frozen Dreams | Promotor                 |           |
| 2010 | The Next Three Days     | Dr. Becsey               |           |
| 2011 | Too Big to Fail         | Jovem Executivo da AIG   | Telefilme |
| 2011 | Friends with Kids       | Pete                     |           |
| 2013 | Mutual Friends          | Cody                     |           |
| 2013 | Parker                  | Assistente da Sra. Fritz |           |

### Televisão
| Ano             | Título                            | Papel                    | Notas |
| --------------- | --------------------------------- | ------------------------ | --- |
| 1998            | Nash Bridges                      | Bruce Sutcliffe          | |
| 2000            | The Beat                          | Mike Dorigan             | |
| 2000            | Law & Order: Special Victims Unit | Russell Ramsay           | |
| 2001            | The $treet                        | Duncan                   | |
| 2001 - 2002     | Pasadena                          | Tom Bellow               | |
| 2002            | Push, Nevada                      | James A. Prufrock        | |
| 2005 - 2008     | Law & Order                       | Joe Hartwig Steven Lamar | |
| 2006            | Masters of Horror                 | Ernst Haeckel            | |
| 2007            | Gossip Girl                       | Alex                     | |
| 2008            | Puppy Love                        | Malik                    | |
| 2008            | Fringe                            | Christopher              | Temporada 1 |
| 2009            | The Good Wife                     | Jonathan Eldredge        | |
| 2009            | Mercy                             | Kevin                    | |
| 2010            | Grey's Anatomy                    | Sean Allen               | Temporada 6 |
| 2010            | Law & Order: Criminal Intent      | Ted Stoddard             | |
| 2011            | Unforgettable                     | Adam Coyer               | |
| 2011 - 2012     | Treme                             | Chas                     | |
| 2013            | Zero Hour                         | Eddie                    | |
| 2013 - 2014     | Banshee                           | Dean Xavier              | |
| 2014 - presente | House of Cards                    | Seth Grayson             | Indicado– Prémio Screen Actors Guild para melhor elenco em série de drama (2014) Indicado– Prémio Screen Actors Guild para melhor elenco em série de drama (2015) |